# Taxi 2
Taxi 2 (også kaldet Taxi Taxi) er en fransk film instrueret af Gérard Krawczyk og udgivet i 2000. Det er efterfølgeren til Taxi skrevet af Luc Besson og instrueret af Gérard Pirès i 1998. Den blev efterfulgt af Taxi 3 i 2003. 

## Handling
Taxi 2 fortæller historien om en Japansk forsvarsminister, der besøger Marseille for at se byens anti-bande taktik. Under besøget, bliver han dog kidnappet af en gruppe, der arbejder for den Japanske Yakuza. Den unge politimand Émilien (Diefenthal) er fast besluttet på at redde ministeren og betjent Petra (Sjoberg) (hans kæreste), der også er blevet kidnappet, og gendanner æren af hans afdeling. Endnu engang er fartdjævelen taxachaufføren Daniel (Naceri) opfordret til at redde dagen med sine høj-hastigheds kørefærdigheder.

## Produktion
Luc Besson blev undersøgt af myndighederne efter en kameramand døde under optagelserne. En Peugeot 406 skulle lande i en bunke af pap efter et stunt, men missede og ramte flere af kameraholdet. En kameramand døde senere af sine indre kvæstelser og en anden kameramand brækkede begge sine ben. Myndighederne hævdede at sikkerheden blev kompromitteret i forsøg på at reducere omkostningerne. Stuntkoordinator Rémy Julienne fik 18 måneders betinget fængsel og en bøde på 13.000 euro. Luc Besson, Grenet og instruktør Gerard Krawczyk blev alle fritaget for retsforfølgelse. Mitsubishi Lancer Evolution VI er også præsenteret som en bil styret af Yakuza.